# Федянова, Галина Михайловна
Гали́на Миха́йловна Федя́нова (род. 1938) — швея-мотористка объединения «Первомайская заря», Герой Социалистического Труда (1986).
Родилась в рабочей семье. После окончания школы ФЗО в 1959 году работала швеёй-мотористкой в объединении «Первомайская заря» и была мастером своего дела.
Осенью 1976 года все газеты страны опубликовали письмо группы передовиков производства лёгкой промышленности. Признанные мастера отрасли рапортовали о своих успехах и брали новое, более высокое социалистическое обязательство: завершить выполнение пяти годовых норм к юбилею Советской власти — 60-летию Великого Октября, а к концу десятой пятилетки выполнить не менее 10 годовых норм. Среди инициаторов патриотического начинания, подписавших это письмо, была и Г. М. Федянова.
В апреле 1979 года Галина Михайловна провела всесоюзную школу передовых методов труда в швейном производстве, куда съехались мастера из 33 городов. У неё было много последователей. Они сами передавали её приемы сотням своих учеников.
Г. М. Федянова ещё в IX пятилетке овладела всеми операциями технологического процесса, а в десятой — выполняла их с высокой производительностью. В 1978 году ей присуждена Государственная премия СССР.
Указом Президиума Верховного Совета СССР от 23 мая 1986 года за досрочное выполнение заданий XI пятилетки и социалистических обязательств, большой личный вклад в увеличение выпуска и улучшение качества товаров народного потребления и проявленную трудовую доблесть Галине Михайловне Федяновой присвоено звание Героя Социалистического Труда с вручением ордена Ленина и золотой медали «Серп и Молот».
Г. М. Федянова была делегатом XXVI съезда партии, избиралась делегатом XVI и XVII съездов советских профсоюзов, член ВЦСПС. Несколько созывов подряд — депутат Ленинградского городского Совета народных депутатов.